# Здехово
Здехово — деревня в Щёлковском районе Московской области России, входит в состав сельского поселения Трубинское.

## Население
| 1678 | 1852 | 1859 | 1869 | 1886 | 1926 | 2002 |
| ---- | ---- | ---- | ---- | ---- | ---- | ---- |
| 55   | ↗228 | ↗246 | ↗290 | ↘261 | ↗341 | ↘68  |
| 2006 | 2010 |      |      |      |      |      |
| ↗115 | ↘62  |      |      |      |      |      |

## География
Деревня Здехово расположена на северо-востоке Московской области, в центральной части Щёлковского района, примерно в 28 км к северо-востоку от Московской кольцевой автодороги и 14 км к северо-востоку от центра города Щёлково, на реке Гречушке бассейна Клязьмы.
В 1 км северо-западнее деревни проходит на Фряновском шоссе Р110, в 7 км к юго-востоку — Щёлковское шоссе А103, в 4,5 км к северо-востоку — Московское малое кольцо А107. Ближайшие населённые пункты — деревни Борисовка, Сукманиха и Сутоки.
В деревне одна улица — Строителей; приписано садоводческое товарищество (СНТ).
Связана автобусным сообщением с городом Фрязино.

## История
Село Здехово с ветхой деревянной церковью Николы Чудотворца упоминается в писцовой книге 1623 года Кошелева стана Московского уезда как вотчина Якова Дашкова, купленная им в 1617 году. В 1699 году в селе была построена новая каменная Николаевская церковь.
В 1646 году в селе находились двор вотчинников, 4 крестьянских и 2 двора пустых; в 1678 году — 16 крестьянских дворов с 55 жителями; в 1704 году — 18 дворов крестьянских и по одному двору вотчинников, скотному и конюшенному.
В середине XIX века относилось ко 2-му стану Богородского уезда Московской губернии и принадлежало действительному статскому советнику Сергею Николаевичу Муханову. В селе было 28 дворов, церковь, крестьян 110 душ мужского пола и 118 душ женского.
В «Списке населённых мест» 1862 года Никольское (Здехово) — владельческое село 2-го стана Богородского уезда Московской губернии по левую сторону Стромынского тракта (из Москвы в Киржач), в 24 верстах от уездного города и 13 верстах от становой квартиры, при реке Здеховке, с 34 дворами, православной церковью и 246 жителями (120 мужчин, 126 женщин).
По данным на 1869 год — село Ивановской волости 3-го стана Богородского уезда с 45 дворами, 45 деревянными домами и 290 жителем (133 мужчины, 157 женщин), из которых 51 грамотный. Количество земли составляло 363 десятины, в том числе 86 десятин пахотной. Имелось 17 лошадей, 29 единиц рогатого и 16 единиц мелкого скота. В Николаевской церкви хранились старинная икона Святого Николая и благословенные грамоты патриархов Иоакима от 1681 года и Адриана от 1699 года.
В 1913 году — 66 дворов, земское училище и мелочная лавка.
По материалам Всесоюзной переписи населения 1926 года — центр Здеховского сельсовета Ивановской волости Богородского уезда в 3 км от Фряновского шоссе и 16 км от станции Щёлково Северной железной дороги, проживал 341 житель (151 мужчина, 190 женщин), насчитывалось 76 хозяйств (60 крестьянских), имелась школа 1-й ступени.
С 1929 года — населённый пункт Московской области в составе:
- Здеховского сельсовета Щёлковского района (1929—1939)[19],
- Мишневского сельсовета Щёлковского района (1939—1959)[20],
- Мишневского сельсовета (до 31.07.1959) и Трубинского сельсовета Балашихинского района (1959—1960)[21][22],
- Трубинского сельсовета Щёлковского района (1960—1963, 1965—1994)[23][24],
- Трубинского сельсовета Мытищинского укрупнённого сельского района (1963—1965)[25],
- Трубинского сельского округа Щёлковского района (1994—2006)[24],
- сельского поселения Трубинское Щёлковского муниципального района (2006 — н. в.)[26][27].

## Русская православная церковь
Была выстроена в 1699—1700 гг. на средства тогдашних владельцев села — Андрея Яковлевича и Ивана Андреевича Дашковых. В 1821—1825 гг. капитально перестроена в стиле классицизма на средства Н. И. Муханова. Состоит из однокупольного четверика, трапезной с Сергиевским приделом и колокольни.
В 1941 году была закрыта и занята складом. В 1992 году возвращена верующим и отремонтирована.
С 1997 года храм святого Николая Мирликийского имеет статус Патриаршего подворья.
Памятник архитектуры регионального значения.